# Aseraggodes kobensis
Aseraggodes kobensis es una especie de pez de la familia Soleidae en el orden de los Pleuronectiformes.

## Distribución geográfica
Se encuentran desde las  costas del sur del Japón hasta el Mar de la China Meridional.